# Молтедо
Молтедо је насеље у Италији у округу Империја, региону Лигурија.
Према процени из 2011. у насељу је живело 346 становника. Насеље се налази на надморској висини од 198 м.